# Муніципальний Стадіон Триполі
Муніципальний стадіон — багатофункціональний стадіон в місті Триполі, в Лівані. Знаходиться в центральній частині міста. Вміщує 22000 глядачів.